# Walter Hagen

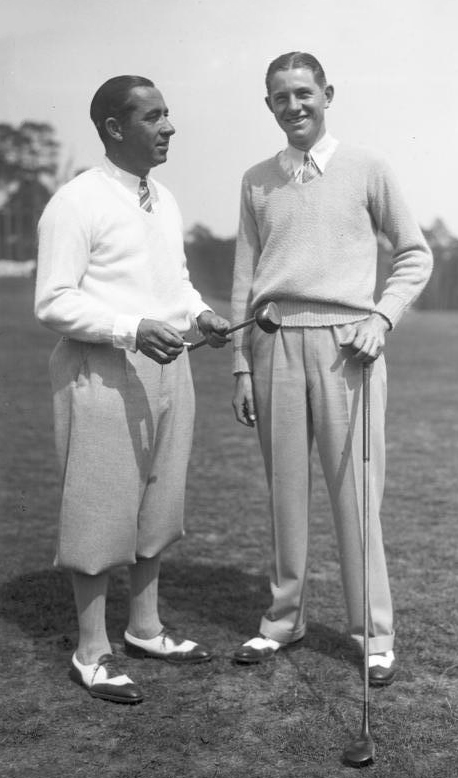
Fr.v. Walter Hagen och Horton Smith

Walter Hagen, född 21 december 1892 Rochester, New York, död 6 oktober 1969 i Traverse City, Michigan, var en av de ledande golfspelarna under första hälften av 1900-talet. Hans elva majorsegrar har bara överträffats av Jack Nicklaus arton segrar och Tiger Woods femton segrar. Han vann US Open två gånger och 1922 blev han den förste amerikan att vinna The Open Championship, vilket han lyckades med ytterligare tre gånger. Han vann också PGA Championship fem gånger, Western Open fem gånger, 40 PGA-segrar och dessutom var han USA:s Ryder Cup-kapten sex gånger.
Hagens närspel kan jämföras med Severiano Ballesteros med våldsamma satsningar med drivern som ofta hamnade utanför fairway. Med sitt magnifika närspel och suveräna puttning reparerade han ofta misstagen.
Han levde som om varje dag var hans sista i livet. Han umgicks med människor från alla samhällsklasser, från arbetare till kungligheter, och han hade ett rykte om sig att roa sig till sena nätter även under turneringarnas gång. Ofta kom han till start direkt från ett party och han fick smeknamnet The Haig efter ett skotskt whiskymärke.
Hagen var en av nyckelpersonerna i utvecklingen av professionell golf. Han spelade under en period när det var stor skillnad mellan amatörspelare och professionella, där amatörspelarna hade den högsta statusen på golfbanorna och dess klubbar. Detta syntes tydligast i Storbritannien som var det ledande landet inom golf och där de kallade amatörer för sir och de professionella spelarna vid deras efternamn. Professionella spelare fick inte ta del av de faciliteter som klubbarna kunde erbjuda och ofta fick de inte ens komma in i deras klubbhus. Vid ett tillfälle hyrde Hagen en Daimler med betjänt och dukade upp mat och champagne på vita dukar utanför klubbhuset. Han använde bilen som omklädningsrum och vid ett senare tillfälle när han blev inbjuden till klubbhuset för prisutdelning, så vägrade han eftersom han tidigare hade blivit nekad. I stället begav han sig till närmaste pub och bjöd laget runt.
Hagens budskap gick hem och han anses ha bidragit till att höja statusen för professionella golfspelare och att höja prissummorna i deras golftävlingar och han var den förste golfspelare som tjänade mer än en miljon dollar under sin karriär. Gene Sarazen hyllade Hagen för hans inställning till golfen. Läs citatet på svenska Wikiquote.

## Majorsegrar
- US Open: 1914, 1919
- The Open Championship: 1922, 1924, 1928, 1929
- PGA Championship:1921, 1924, 1925, 1926, 1927